# Chris Simon

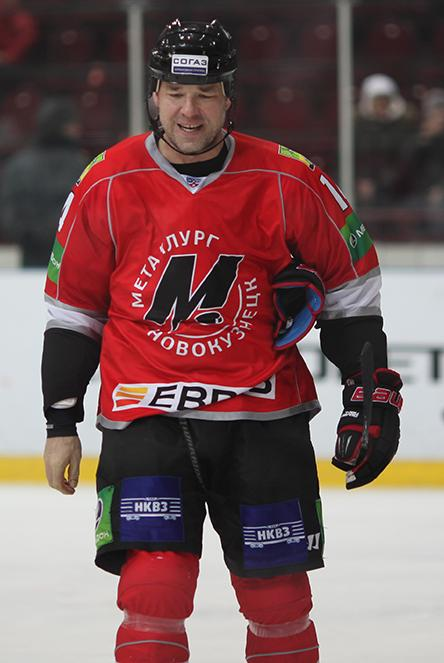
Simon en la final de la KHL con el Metallurg Novokuznetsk en 2013.

Chris Simon (Ontario, Canadá, 30 de enero de 1972-Ontario, Canadá, 18 de marzo de 2024)fue un jugador de hockey sobre hielo canadiense que jugó en la posición de ala izquierda y ganador de la Copa Stanley en 1996.

## Incidentes
Fue conocido como un jugador muy agresivo en el hielo y en su carrera fue suspendido en ocho ocasiones y castigado con 65 partidos sin jugar, y tuvo varios incidentes.

### Incidente con Mike Grier incident
El 8 de noviembre de 1997 en un partido ante los Edmonton Oilers, Simon fue suspendido tres partidos por usar su stick para golpear al jugador de Edmonton Mike Grier. Grier, presuntamente, hizo comentarios denigrantes en torno a la herencia Ojibwe de Simon, y Simon le respondió supuestamente llamándolo negro antes de golpear a Grier, aunque las versiones de ambos jugadores nunca se pudieron confirmar. Simon mientras estaba en Toronto se disculpó con Grier, y él aceptó la disculpa. Más tarde Grier y Simon terminaron como compañeros de equipo en 2002 en los Washington Capitals.

### Incidente con Ryan Hollweg
El 8 de marzo de 2007 los Islanders enfrentaron a sus rivales de ciudad, los New York Rangers, en el Nassau Veterans Memorial Coliseum. Cuando el cronómetro marcaba 13:25 del tercer periodo, el delantero de los Rangers Ryan Hollweg chocó con Simon por detrás, haciendo que la cara de Simon chocara con el vidrio de contención, provocando una contusión en Simon. No hubo castigo y el partido continuó. Simon tomó dos bolas de béisbol y las lanzó en la cara de Ryan Hollweg con su stick de hockey. Simon fue castigado por intentar provocar una lesión a propósito, por lo que fue expulsado del partido. Hollweg sufrió un corte en el mentón que requirió dos puntos de sutura. De acuerdo al reportero de ESPN Barry Melrose, Hollweg se salvó de una lesión seria porque el hombro de Simon fue frenado antes de lanzar.
Simon fue automáticamente suspendido de manera indefinida por la NHL por el comisionado Gary Bettman y al disciplinario Colin Campbell. El 11 de marzo determinaron la suspensión por el resto de la temporada incluyendo los playoffs, lo que al menos serían 25 partidos, y como los Islanders fueron eliminados de los playoff en cinco partidos, la suspensión continuó hasta los primeros cinco partidos de la temporada 2007–08. El distrito de Nassau County consideró poner cargos criminales a Simon, pero declinaron debido a la falta de interés.
El 10 de marzo, Simon se disculpó con Hollweg,y la liga dijo que sus actos "no tenían lugar en el hockey" por lo que hizo. Dijo que no recuerda mucho sobre el incidente debido a que estaba "inconsciente" por la contusión.

### Incidente con Jarkko Ruutu
El 15 de diciembre de 2007 cuando iban 14:06 del tercer periodo en un partido en casa ante Pittsburgh Penguins, Tim Jackman y Jarkko Ruutu intercambiaron palabras y las bancas de los equipos se vaciaron y pararon el juego. Simon se paró enfrente de Ruutu y le dio una patada. Cuando Ruutu se puso de rodillas, Simon se paró en su espalda y la pierna derecha de Ruutu con su patín en el área de la banca. Según el réferi Justin St. Pierre, Simon intentó lesionar a su rival por lo que fue expulsado del partido.
El suguiente lunes, Simon dijo qu eno hay excusa para sus actos y se alejaría por un tiempo del hockey. Pero al día siguiente, Simon sería suspendido sin paga por 30 partidos, la tercera suspensión más larga por un incidente en el hielo en la historia moderna de la NHL detrás de los 41 partidos de suspensión a Raffi Torres en 2015 y el año de suspensión a Marty McSorley en 2000 (pero McSorley solo cumplió 23 partidos luego de que su contrato con la NHL expirara). El disciplinario de la liga Colin Campbell dijo que los actos de Simon eran repetitivos por no saber controlarse emocionalmente. Luego de la suspensión, Simon jugaría un partido más con los New York Islanders antes de ser cambiado al Minnesota Wild.
Luego de que Chris Pronger no lo castigara por pisotear a Ryan Kesler el 12 de marzo de 2008, Simon dijo que eso fue injusto. El 15 de marzo de 2008 luego de una segunda revisión, la NHL suspendió a Pronger con 8 partidos.

### Incidentes menores
Simon fue suspendido un partido en el 2000 en una serie de playoff ante Pittsburgh por chocar con Peter Popovic el 13 de abril de 2000. Luego fue suspendido por dos partidos, primero el 5 de abril de 2001 por darle un codazo a Anders Eriksson, y dos más en 2004 por chocar con el jugador de Tampa Bay Ruslan Fedotenko y loego saltó y lo golpeó, y por darle un rodillazo al jugador de Dallas Sergei Zubov.

## Vida personal
Su padre John, era descendiente Ojibwa de la Wiikwemkoong First Nation en la Isla Manitoulin. En sus años de adolescente fue adicto al alcohol, pero salió adelante por la ayuda recibida como miembro de los Buffalo Sabres y el entrenador de los New York Islanders Ted Nolan en 1992.
La primera esposa de Simon fue Lauri Smith con la que tuvo un hijo y luego se divorció. Se casaría por segunda vez con Valerie con la que tuvo cuatro hijos y se divorciaría en 2017.
En 2017 Simon se declara en bancarrota y lo adujo a que no podía trabajar por sus lesiones cuando jugó al hockey. Como testigo llevó a un doctor que demostró que Simon tenía los síntomas de Encefalopatía traumática crónica (ETC) atribuida a un traumatismo en el cerebro que surgió durante sus años como jugador de hockey. El doctor también dijo que Simon sufría de depresión, ansiedad, Trastorno por estrés postraumático
 (TEPT) y artrítis.
Simon se suicidó el 18 de marzo de 2024 a los 52 años atribuidos al ETC.

## Estadísticas
| 1988–89   | Ottawa 67's                 | OHL       | 36  | 4   | 2   | 6   | 31   | —  | —  | — | —  | —   |
| 1989–90   | Ottawa 67's                 | OHL       | 57  | 36  | 38  | 74  | 146  | 3  | 2  | 1 | 3  | 4   |
| 1990–91   | Ottawa 67's                 | OHL       | 20  | 16  | 6   | 22  | 69   | 17 | 5  | 9 | 14 | 59  |
| 1991–92   | Sault Ste. Marie Greyhounds | OHL       | 31  | 19  | 25  | 44  | 143  | 11 | 5  | 8 | 13 | 49  |
| 1992–93   | Halifax Citadels            | AHL       | 36  | 12  | 6   | 18  | 131  | —  | —  | — | —  | —   |
| 1992–93   | Quebec Nordiques            | NHL       | 16  | 1   | 1   | 2   | 67   | 5  | 0  | 0 | 0  | 26  |
| 1993–94   | Quebec Nordiques            | NHL       | 37  | 4   | 4   | 8   | 132  | —  | —  | — | —  | —   |
| 1994–95   | Quebec Nordiques            | NHL       | 29  | 3   | 9   | 12  | 106  | 6  | 1  | 1 | 2  | 19  |
| 1995–96   | Colorado Avalanche          | NHL       | 64  | 16  | 18  | 34  | 250  | 12 | 1  | 2 | 3  | 11  |
| 1996–97   | Washington Capitals         | NHL       | 42  | 9   | 13  | 22  | 165  | —  | —  | — | —  | —   |
| 1997–98   | Washington Capitals         | NHL       | 28  | 7   | 10  | 17  | 38   | 18 | 1  | 0 | 1  | 26  |
| 1998–99   | Washington Capitals         | NHL       | 23  | 3   | 7   | 10  | 48   | —  | —  | — | —  | —   |
| 1999–2000 | Washington Capitals         | NHL       | 75  | 29  | 20  | 49  | 146  | 4  | 2  | 0 | 2  | 24  |
| 2000–01   | Washington Capitals         | NHL       | 60  | 10  | 10  | 20  | 109  | 6  | 1  | 0 | 1  | 4   |
| 2001–02   | Washington Capitals         | NHL       | 82  | 14  | 17  | 31  | 137  | —  | —  | — | —  | —   |
| 2002–03   | Washington Capitals         | NHL       | 10  | 0   | 2   | 2   | 23   | —  | —  | — | —  | —   |
| 2002–03   | Chicago Blackhawks          | NHL       | 61  | 12  | 6   | 18  | 125  | —  | —  | — | —  | —   |
| 2003–04   | New York Rangers            | NHL       | 65  | 14  | 9   | 23  | 225  | —  | —  | — | —  | —   |
| 2003–04   | Calgary Flames              | NHL       | 13  | 3   | 2   | 5   | 25   | 16 | 5  | 2 | 7  | 74  |
| 2005–06   | Calgary Flames              | NHL       | 72  | 8   | 14  | 22  | 94   | 6  | 0  | 1 | 1  | 7   |
| 2006–07   | New York Islanders          | NHL       | 67  | 10  | 17  | 27  | 75   | —  | —  | — | —  | —   |
| 2007–08   | New York Islanders          | NHL       | 28  | 1   | 2   | 3   | 43   | —  | —  | — | —  | —   |
| 2007–08   | Minnesota Wild              | NHL       | 10  | 0   | 0   | 0   | 16   | 2  | 0  | 0 | 0  | 0   |
| 2008–09   | Vityaz Chekhov              | KHL       | 40  | 8   | 20  | 28  | 263  | —  | —  | — | —  | —   |
| 2009–10   | Vityaz Chekhov              | KHL       | 30  | 13  | 12  | 25  | 110  | —  | —  | — | —  | —   |
| 2010–11   | Vityaz Chekhov              | KHL       | 43  | 16  | 12  | 28  | 111  | —  | —  | — | —  | —   |
| 2010–11   | UHC Dynamo                  | KHL       | 3   | 0   | 1   | 1   | 0    | 6  | 2  | 0 | 2  | 18  |
| 2011–12   | Metallurg Novokuznetsk      | KHL       | 24  | 3   | 0   | 3   | 43   | —  | —  | — | —  | —   |
| 2012–13   | Metallurg Novokuznetsk      | KHL       | 28  | 1   | 2   | 3   | 28   | —  | —  | — | —  | —   |
| Total NHL | Total NHL                   | Total NHL | 864 | 144 | 161 | 305 | 1824 | 75 | 10 | 7 | 17 | 191 |
| Total KHL | Total KHL                   | Total KHL | 168 | 41  | 46  | 87  | 553  | 6  | 2  | 0 | 2  | 18  |